# Premierzy Austrii

Premierzy Austrii albo Przedlitawii to najwyżsi mianowani przez cesarza urzędnicy państwowi w Austrii w okresie dualistycznej monarchii austro-węgierskiej.
Niezależnie istniał urząd premiera Węgier dla drugiej części monarchii, czyli Królestwa Korony św. Stefana albo Zalitawii.
Od 1918 roku szefem rządu w Austrii jest kanclerz.

## Szefowie rządów Cesarstwa Austriackiego
- Klemens Metternich (kanclerz, 1821–1848)

W latach 1848–1867 sprawami państwa kierowali ministrowie stanu uczestniczący w posiedzeniach Rady Koronnej lub Konferencji Ministrów.

### Premierzy
- Franz Anton von Kolowrat (20 marca–19 kwietnia 1848)
- Karl Ludwig von Ficquelmont (19 kwietnia–19 maja 1848)
- Franz von Pillersdorf (19 maja–8 lipca 1848)
- Anton von Doblhoff-Dier (8 lipca–18 lipca 1848)
- Johann Philipp von Wessenberg (18 lipca–21 listopada 1848)
- Felix zu Schwarzenberg (21 listopada 1848–5 kwietnia 1852)

### Przewodniczący Konferencji Ministrów
- Karl Ferdinand von Buol (11 kwietnia 1852–21 sierpnia 1859)
- Johann Bernard von Rechberg (21 sierpnia 1859–4 lutego 1861)
- Rajner Ferdynand Habsburg (4 lutego 1861–26 czerwca 1865)
- Alexander von Mensdorff-Pouilly (26 czerwca–27 lipca 1865)
- Richard Belcredi (27 lipca 1865–7 lutego 1867)

## Premierzy (Ministerpräsidenten) Austrii (1867-1918) w Austro-Węgrzech
| Nazwisko                                        | Lata urzędowania |
| ----------------------------------------------- | ---------------- |
| Friedrich von Beust                             | 1867             |
| Karl Wilhelm Philipp von Auersperg              | 1867–1868        |
| Eduard von Taaffe                               | 1868–1870        |
| Ignaz von Plener                                | 1870             |
| Leopold Hasner von Artha                        | 1870             |
| Alfred Józef Potocki                            | 1870–1871        |
| Karl Sigmund von Hohenwart                      | 1871             |
| Ludwig Holzgethan                               | 1871             |
| Adolf Carl Daniel von Auersperg                 | 1871–1879        |
| Karl von Stremayr                               | 1879             |
| Eduard von Taaffe                               | 1879–1893        |
| Alfred III. zu Windisch-Graetz                  | 1893–1895        |
| Erich von Kielmansegg                           | 1895             |
| Kazimierz Badeni                                | 1895–1897        |
| Paul Gautsch von Frankenthurn                   | 1897–1898        |
| Franz Graf von Thun und Hohenstein              | 1898–1899        |
| Manfred von Clary-Aldringen                     | 1899             |
| Heinrich von Wittek                             | 1899–1900        |
| Ernest von Koerber                              | 1900–1904        |
| Paul Gautsch von Frankenthurn                   | 1904–1906        |
| Konrad von Hohenlohe-Waldenburg-Schillingsfürst | 1906             |
| Max Wladimir von Beck                           | 1906–1908        |
| Richard von Bienerth-Schmerling                 | 1908–1911        |
| Paul Gautsch von Frankenthurn                   | 1911             |
| Karl von Stürgkh                                | 1911–1916        |
| Ernest von Koerber                              | 1916             |
| Heinrich von Clam-Martinic                      | 1916–1917        |
| Ernst Seidler von Feuchtenegg                   | 1917–1918        |
| Max Hussarek von Heinlein                       | 1918             |
| Heinrich Lammasch                               | 1918             |